# Ieva-Simonaitytė-Literaturpreis
Der Ieva-Simonaitytė-Literaturpreis (Ievos Simonaitytės literatūrinė premija) ist ein Literaturpreis, der seit 1987 von der Stadt Klaipėda vergeben wird. Der Preis zeichnet das beste literarische Werk über die litauische Küstenregion und ihre Kultur aus und ist nach der Schriftstellerin Ieva Simonaitytė (1897–1978) benannt, die aus dieser Region stammt.

## Preisträger
- 1987: Romas Sadauskas für Ežerėnų papartis
- 1988: Vytautas Kubilius für Ievos Simonaitytės kūryba
- 1989: Kostas Kaukas für Musė geriau
- 1990: Ona Pajėdaitė für Ji buvo Simonaitytė
- 1991: Stasys Jonauskas für Šiuolaikiniai rugiai
- 1992: Vladas Nausėda für Saulėlydžio žaros
- 1993: Juozas Marcinkus für Juodieji gandrai
- 1994: Bronė Liniauskienė für Dūžta laikas
- 1995: Vytautas Brencius für Po klajonių ženklu
- 1996: Rimantas Černiauskas für Laužai palėpėse
- 1997: Bernardas Aleknavičius für Vakarė žvaigždė
- 1998: Domas Kaunas für Klaipėdiškė und Mažoji Lietuva
- 1999: Edita Barauskienė für Vyžeikių karalienė
- 2000: Gintaras Grajauskas für Kaulinė dūdelė (dt. Knochenflöte)
- 2001: Juozas Šikšnelis für Kryžiau žalio medžio
- 2002: Aleksandras Žalys für Gyvenimo metaforos ieškant
- 2003: Nijolė Kliukaitė-Kepenienė für Tititatos pagrobti und Jos
- 2004: Silva Pocytė für Muzika Mažojoje Lietuvoje
- 2005: Jurgis Mališauskas Vėjas iš Aistmarių
- 2006: Rolandas Rastauskas für Kitas pasaulis
- 2007: Arvydas Juozaitis für Karalių miestas be karalių
- 2008: Marijus Šidlauskas für Orfėjas mokėjo lietuviškai
- 2009: Vytautas Kaltenis für Ak, gražus dangau! Klaipėdietiški pasakojima
- 2010: Jovita Saulėnienė und Rasa Tarik für Nugrimzdusi Klapėda
- 2011: Virginija Kochanskytė für die CD Ak, buvo visko...
- 2012: Elena Karnauskaitė für Pasaulio krašte
- 2013: Algis Kuklys für Ritualinė kaukė und Sergejus Isajevas für die Übersetzung von Metų ins Russische
- 2014: Daiva Molytė Lukauskienė für Baltojo kiro giesmynai
- 2015: Rokas Flick für Emma, pastoriaus duktė
- 2016: Jonas Kantautas für Jūrą ir dangų und Alfonsas Jonas Navickas für Pagautas buvau kelionėj und Poezija (Übersetzung)
- 2017: Alfonsas Eidintas für Pūga prie Mėmelio
- 2018: Sigitas Poškus für seine Kinderbuchreihe
- 2019: Domas Kaunas für Aš esu Etmės Evė